# Lockheed A-12 Oxcart
Pour les articles homonymes, voir A-12.
Le Lockheed A-12 Oxcart est un avion-espion conçu par les États-Unis au tout début des années 1960. Il est capable de voler à de très grandes vitesses (plus de 3 500 km/h) et à très haute altitude (plus de 25 000 mètres) afin d'échapper à toute interception ou dispositif antiaérien. 
Le A-12 est mis en œuvre dans le cadre des programmes de reconnaissance aérienne de l'Office of Special Activities de la Direction de la science et technologie de la Central Intelligence Agency et sa version opérationnelle est monoplace. Seule une vingtaine d'exemplaires sont construits et leur carrière commence en 1965 et s'arrête en 1968. Cet avion donne naissance au SR-71 Blackbird (avion de reconnaissance biplace destiné à l'USAF), ainsi qu'au Lockheed YF-12 (projet d'avion d'interception biplace).

## Conception
Lors de la mise en service de l'avion espion U-2 en juin 1956, la CIA s'aperçoit que les systèmes de détection de l'URSS sont plus performants que prévu et que, dans un délai de 18 à 24 mois, l'avion ne pourrait probablement plus se risquer au-dessus du territoire soviétique. Des recherches sont alors lancées pour déterminer quelle vitesse, altitude et signature radar sont nécessaires pour éviter qu'un avion puisse être détecté par un  radar. Il est démontré qu'une vitesse supersonique réduit nettement les risques de détection et les travaux s'orientent vers un engin volant à très grande vitesse, le plus haut possible, en utilisant les dernières nouveautés en termes d'absorption des ondes radars. Fin 1957, la CIA communique ces exigences à deux constructeurs : Lockheed (qui a produit le U-2) et Convair (qui a produit le bombardier bisonique B-58). Le projet est approuvé par le gouvernement en 1958, ce qui permet de débloquer les fonds nécessaires.
Les deux constructeurs soumettent leurs propositions en août 1959 : sur le papier, les caractéristiques de deux avions sont très proches (vitesse maximale supérieure à Mach 3, altitude de croisière supérieure à 25 000 mètres), mais Lockheed propose des performances légèrement supérieures au prix d'une taille et d'une masse plus élevées. C'est cette proposition qui est retenue, l'autorisation de commencer le développement étant notifiée en septembre 1959 et le feu vert pour la construction de 12 avions donné en janvier 1960. La conception des moteurs est confiée à Pratt & Whitney qui a déjà commencé à travailler sur un réacteur capable de fonctionner à Mach 3, initialement destiné à l'United States Navy. La marine abandonne le projet fin 1959, mais la CIA prend la suite, en exigeant que le moteur soit capable de fonctionner à Mach 3,2 et soit disponible pour les premiers essais prévus début 1961.

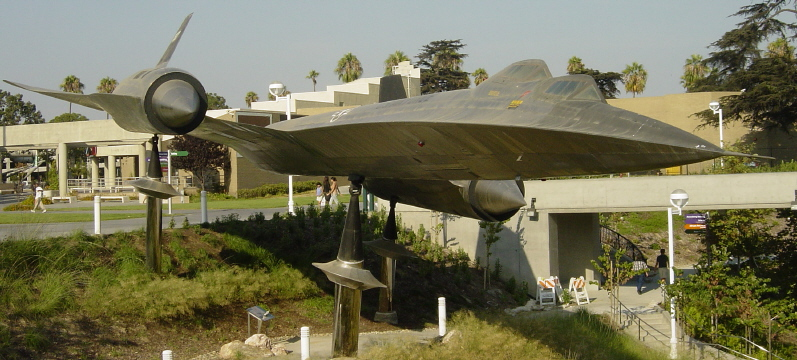
Le seul A-12 biplace, désormais exposé au California Science Center

Le responsable du projet chez Lockheed est Clarence L. «Kelly» Johnson, qui a travaillé sur le U-2 et qui attribue au nouvel avion la désignation A-11. Après de nombreuses maquettes et essais en soufflerie, un premier prototype est construit. Une des difficultés à résoudre est de trouver un métal capable de résister aux températures atteintes à grande vitesse (estimées à plus de 300 °C) et qui ne soit cependant pas trop lourd. C'est finalement un alliage de titane qui est retenu, mais cela pose d'autres problèmes : d'une part le titane est rare et très cher, d'autre part sa production est si peu maitrisée que 80 % des premières livraisons sont rejetées pour mauvaise qualité ; enfin l'alliage est très difficile à usiner en raison de sa dureté. Comme il n'est pas question de refroidir l'intérieur de l'avion, il faut ensuite concevoir des carburants et lubrifiants spéciaux capables de garder des propriétés acceptables à 200 °C, puis une vitre pour le système de caméra qui garantisse l'absence de déformation optique.
Un soin particulier est apporté afin de minimiser la signature radar de l'avion. Après des modifications de structure (nouvelles formes, nouveaux matériaux) telles que le projet reçoit la nouvelle dénomination de A-12, une cellule complète est acheminée dans un centre d'essais à la fin de l'année 1959 et montée sur un pylône avant d'être examinée de tous les côtés par un vrai radar. Pendant pas moins d'un an et demi, l'avion est modifié en fonction des résultats des relevés radars puis re-testé, avant que le résultat ne soit jugé satisfaisant. 
Le premier prototype est livré début 1962, avec un an de retard sur le planning. Aux problèmes de travail de l'alliage de titane se sont ajoutées les difficultés de mise au point du réacteur J58. Après un décalage de 3 mois, il est finalement décidé d'utiliser un Pratt & Whitney J75 pour le premier vol, ce qui permet d'espérer atteindre la vitesse de Mach 1,6. À peine sorti de la chaîne de fabrication, ce premier A-12 est vérifié puis démonté partiellement pour être transporté sur le site d'essais. Une fois l'avion remonté, on s'aperçoit que les réservoirs ne sont pas correctement scellés, ce qui provoque de nombreuses fuites de carburant. Ceci entraîne un nouveau retard, le temps de colmater les réservoirs.
Un premier vol d'essai (non officiel) a lieu le 26 avril 1962, suivi 4 jours plus tard du véritable premier vol qui dure 59 minutes. Aucun problème majeur n'est détecté. Le A-12 passe le mur du son pour la première fois le 4 mai 1962. À la fin de l'année 1962, quatre avions supplémentaires ont été livrés. Le second est utilisé pendant 3 mois pour de nouveaux tests de signature radar, et le quatrième est un biplace destiné à l'entraînement des pilotes. Les vols d'essais ont permis d'atteindre la vitesse de Mach 2,16 et l'altitude de 18 000 m. Deux avions y participent, l'un propulsé par deux réacteurs J75 et l'autre par un J75 et un J58.

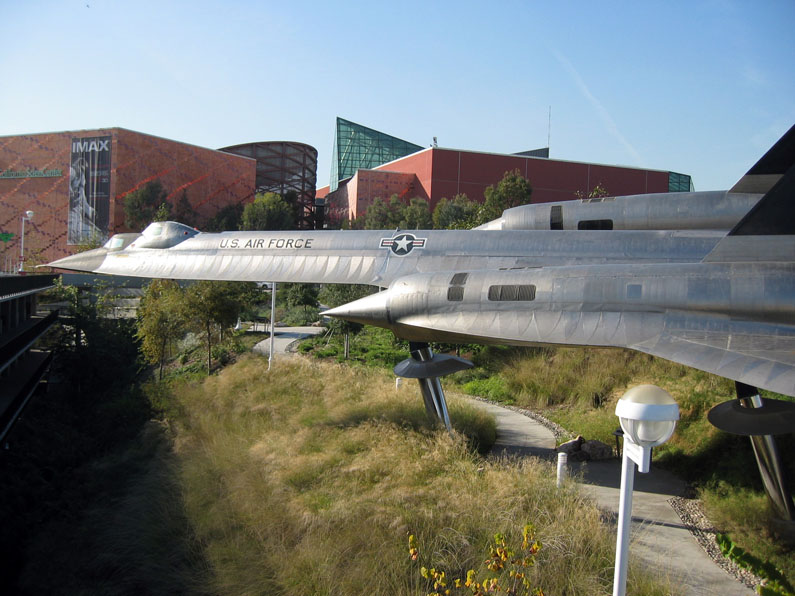
Une autre vue du A-12 biplace

Le premier vol d'un A-12 équipé de deux réacteurs J58 a lieu le 15 janvier et, peu après, Pratt & Whitney peut enfin fournir suffisamment de J58 pour que tous les A-12 reçoivent leurs moteurs définitifs. Les vols d'essais reprennent à une cadence soutenue pour valider tout le domaine de vol prévu. Un problème est rencontré lors des tests entre Mach 2,4 et Mach 2,8 où l'alimentation en air des réacteurs ne fonctionne pas correctement. Il faut également vérifier tous les moteurs un par un pour retirer les débris qu'ils ont aspirés lors des décollages.
Le 24 mai 1963, un des pilotes d'essai, Ken Collins, s'éjecte après avoir constaté que l'indicateur de vitesse ne fonctionnait plus et son avion s'écrase au sol à 14 km au sud de la ville de Wendover dans l'Utah. Il est récupéré deux jours plus tard, la CIA faisant signer à tous les témoins un engagement de secret et déclarant le crash comme celui d'un F-105. Tous les A-12 sont interdits de vol pendant une semaine, le temps de trouver l'origine du problème et de le corriger. 
Entre ce crash et les nombreux vols d'essais, il devient de plus en plus difficile de maintenir le secret sur le programme Oxcart. Finalement, le 24 février 1964, le président Johnson fait une déclaration publique annonçant l'existence d'un « avion expérimental désigné A-11, capable de maintenir des vitesses supérieures à 3 200 km/h et de monter à plus de 21 000 m d'altitude ».
À la fin de l'année 1964, 1 160 vols d'essais ont été réalisés et 11 avions sont disponibles (4 pour les essais, 7 pour l'entraînement des futurs pilotes). Le premier vol de longue durée à grande vitesse a lieu le 27 janvier 1965 : un des avions de test vole pendant 1 h 15 à plus de Mach 3,1 entre 23 000 et 24 000 m d'altitude, parcourant environ 4 150 km de distance. Deux avions supplémentaires sont perdus : le premier devient soudainement instable lors de l'approche le 9 juillet 1964, et le second s'écrase immédiatement après son décollage le 28 décembre 1965 à la suite d'une erreur de branchement électrique. Dans les deux cas, le pilote parvient à s'éjecter.

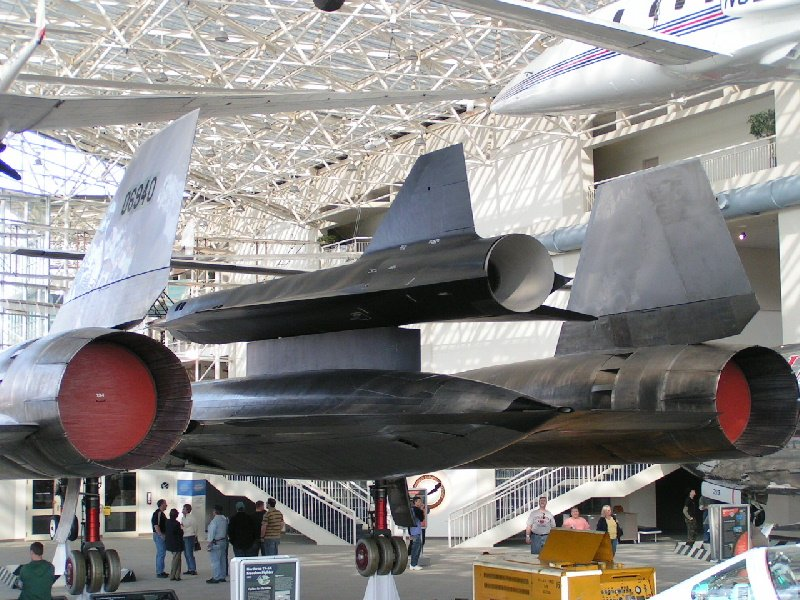
Le seul M-21 conservé, avec son drone D-21

Le A-12 est déclaré opérationnel fin 1965. Cependant, à mesure que des vols de plus en plus longs sont effectués, de nouveaux problèmes sont découverts : le système électrique est soumis à des températures de plus de 400 °C, ce qui provoque de nombreuses pannes, et les réservoirs de carburants continuent de fuir. Après une série de modifications, l'utilisation du A-12 est finalement validée jusqu'à Mach 3,29 et 27 000 m d'altitude, et une vitesse de Mach 3,2 peut être maintenue durant 1 h 40. Le 21 décembre 1966, un pilote d'essai réalise un vol de 16 400 km au-dessus des États-Unis en 6 heures, soit une vitesse moyenne de 2 733 km/h.
À la suite de l'arrivée du SR-71, la décision est prise de remplacer tous les A-12 par cette nouvelle version, principalement pour des raisons budgétaires. En février 1968, Lockheed reçoit l'ordre de détruire toute la chaîne de montage des A-12 et des SR-71, ainsi que les outils et documents de fabrication associés. Le A-12 fait sa dernière sortie opérationnelle le 8 mai 1968, et son dernier vol le 21 juin. 
Un total de 18 exemplaires du A-12 sont construits dont un biplace destiné à l'entraînement, 3 qui ont été prélevés pour le projet du Lockheed YF-12, et 2 qui ont été modifiés afin de pouvoir lancer le drone D-21 et furent désignés M-21. Sur les 13 A-12 restant, 6 sont perdus lors d'accidents et les autres sont désormais exposés dans différents musées.

## Engagements

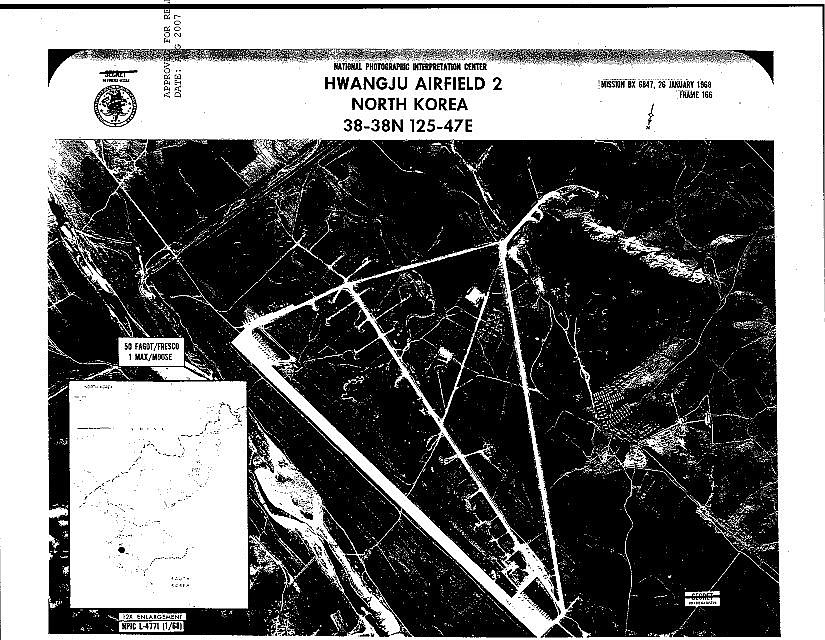
Image de l'aérodrome de Hwangju en Corée du Nord prise par un A-12 le 26 janvier 1968.

Durant l'été 1964, l'état-major américain demande que le A-12 soit en mesure d'effectuer avant la fin de l'année des vols de reconnaissance au-dessus de Cuba, à la vitesse de Mach 2,8 et l'altitude de 24 000 m (opération SKYLARK). Comme l'avion n'est pas encore totalement opérationnel à cette époque, il faut encore valider les performances des appareils photos, certifier les pilotes à cette vitesse, préparer les plans de vols et s'assurer de la disponibilité des avions. Bien que la CIA annonce quelques mois plus tard qu'elle est prête, la mission est finalement confiée à des U-2[réf. nécessaire].
En 1965, il est demandé de préparer des vols de reconnaissance au-dessus de la Chine puis du Viêt Nam, les A-12 devant pour cela être déployés sur la base de Kadena à Okinawa (opération BLACK SHIELD). Des vols d'essais permettent de valider la possibilité de mener des missions à Mach 3,05 et 23 000 m d'altitude, sur des distances de 3 700 km. Une procédure de ravitaillement en vol est également mise au point. Le premier A-12 arrive à Okinawa le 22 mai 1967 après 6 heures de vol direct, suivi par deux autres quelques jours plus tard. Sept vols de reconnaissance sont réalisés au-dessus du Viêt Nam entre le 31 mai et le 15 août, et 15 de plus jusqu'à la fin de l'année. À partir du mois d'octobre, les A-12 doivent faire face aux premiers tirs de missiles antiaériens, sans conséquence cependant. Début 1968, des vols sont également réalisés au-dessus de la Corée du Nord.

## Culture populaire
- L'avion apparaît dans Le Mystère des avions fantômes de la série Buck Danny.
- Dans le film Je suis une légende (2007), Will Smith (le personnage principal) s'entraîne au golf sur l'aile de l'A-12 exposé sur le pont du porte-avion-musée « Intrepid » à New-York.
- Grimes et Elon Musk nomment leur fils X Æ A-12 en référence à cet avion.

### Autres sources
- (en) Dennis R. Jenkins, Lockheed secret projects : inside the Skunk Works [« Les projets secrets de Lockheed : à l'intérieur des Skunk Works »], St. Paul, MN, MBI Pub. Co, 2001, 127 p. (ISBN 978-0-7603-0914-8).
- Clarence Johnson, Kelly : more than my share of it all [« Kelly : plus que ma part dans tout ça »], Washington, Smithsonian Institution Press, 1985 (ISBN 0-87474-491-1).
- (en) Edward Lovick Jr, Radar man : a personal history of stealth [« Homme RADAR : une histoire personnelle de la furtivité »], New York, iUniverse, 2010, 300 p. (ISBN 978-1-4502-4802-0, lire en ligne).
- (en) Peter W. Merlin, From Archangel to Senior crown : design and development of the Blackbird, Reston, VA, American Institute of Aeronautics and Astronautics, coll. « Library of Flight », 2008 (ISBN 978-1-56347-933-5).
- (en) Gregory W. Pedlow et Donald E. Welzenbach, Central intelligence agency and overhead reconnaissance : the U-2 and Oxcart programs [« La CIA et la reconnaissance aérienne : les programmes U-2 et Oxcart »], S.l, Military Bookshop, 2013, 400 p. (ISBN 978-1-78266-459-8).
- (en) Ben R Rich et Leo Janos, Skunk Works : A Personal Memoir of My Years at Lockheed [« Skunk Works : Mon mémoire personnel de mes années à Lockheed »], Boston, Little, Brown, 1994, 370 p. (ISBN 978-0-316-74330-3 et 978-0-316-74300-6, OCLC 30036071).
- (en) Brian Shul, Sled driver : flying the world's fastest jet, Chico, Calif, Mach 1, 1991 (ISBN 0-929823-08-7)..

### Développement lié
- Lockheed YF-12
- SR-71 Blackbird

### Aéronefs comparables
- Convair Kingfish (en)

### Sources
- (en) Thomas P. Mclninch, The Oxcart Story sur le site de la CIA (document déclassifié en 1994)
- (en) http://roadrunnersinternationale.com/a-12s.html
- (en) David Robarge,  Archangel: CIA's Supersonic A-12 Reconnaissance Aircraft